# ばらのまち福山ミステリー文学新人賞
ばらのまち福山ミステリー文学新人賞（ばらのまちふくやまミステリーぶんがくしんじんしょう）は、長編推理小説を対象にした公募新人文学賞。推理作家の島田荘司の出身地である広島県福山市が主催しており、最終選考は島田荘司が1人で行う。「島田荘司選 ばらのまち福山ミステリー文学新人賞」とも書かれる。略称は福ミス。

## 概要
特徴として以下の3点が挙げられる。
- 地方の文学賞としては初めて、新作の長編小説を募集する
- 広義のミステリーではなく、本格ミステリーを求める
- 応募資格に、「受賞作以降も書き続ける意志のある方が望ましい」と明記

## 受賞作一覧
- 年は受賞作の発表年。刊行はその翌年。
- 受賞作の刊行は、講談社・光文社・原書房が1年ずつ順に担当する。また、優秀作も刊行される。

| 回（年）         | 応募総数 | 賞       | 受賞者     | 受賞作                                                      | 初刊                     | 文庫化等                                        |
| ---------------- | -------- | -------- | ---------- | ----------------------------------------------------------- | ------------------------ | ----------------------------------------------- |
| 第1回（2008年）  | 93編     | 受賞     | 松本寛大   | 「玻璃の家」                                                | 2009年3月 講談社         |                                                 |
| 第1回（2008年）  | 93編     | 優秀作   | 水生大海   | 「少女たちの羅針盤」                                        | 2009年7月 原書房         | 2011年5月 原書房（新装版） 2012年9月 光文社文庫 |
| 第1回（2008年）  | 93編     | 候補     | 相河卓     | 「RETRIBUTION 報復措置」                                    |                          |                                                 |
| 第1回（2008年）  | 93編     | 候補     | 木下幸一郎 | 「アンダ・グラウン・インタフェイス」                        |                          |                                                 |
| 第2回（2009年）  | 58編     | 受賞     | 叶紙器     | 「伽羅の橋」                                                | 2010年3月 光文社         | 2013年2月 光文社文庫                            |
| 第2回（2009年）  | 58編     | 候補     | 塩見朝伸   | 「罪の行方」                                                |                          |                                                 |
| 第2回（2009年）  | 58編     | 候補     | 南野海     | 「堕天使の羽根」                                            |                          |                                                 |
| 第2回（2009年）  | 58編     | 候補     | 斯波耕之介 | 「連坐」                                                    |                          |                                                 |
| 第3回（2010年）  | 59編     | 受賞     | 深木章子   | 「鬼畜の家」                                                | 2011年5月 原書房         | 2014年4月 講談社文庫                            |
| 第3回（2010年）  | 59編     | 受賞     | 一田和樹   | 「檻の中の少女」                                            | 2011年5月 原書房         |                                                 |
| 第3回（2010年）  | 59編     | 優秀作   | 吉田恭教   | 「変若水」                                                  | 2011年10月 光文社        |                                                 |
| 第3回（2010年）  | 59編     | 優秀作   | 嶋戸悠祐   | 「キョウダイ」                                              | 2011年8月 講談社ノベルス |                                                 |
| 第4回（2011年）  | 65編     | 受賞     | 知念実希人 | 「誰がための刃 レゾンデートル」                             | 2012年4月 講談社         | 2019年4月 実業之日本社文庫                      |
| 第4回（2011年）  | 65編     | 候補     | 塩見朝伸   | 「弥勒の幻影」                                              |                          |                                                 |
| 第4回（2011年）  | 65編     | 候補     | 上田千尋   | 「特別な人」                                                |                          |                                                 |
| 第4回（2011年）  | 65編     | 候補     | 桐島裕     | 「アナーキストの遺言」                                      |                          |                                                 |
| 第5回（2012年）  | 89編     | 受賞     | 高林さわ   | 「バイリンガル」                                            | 2013年5月 光文社         | 2018年4月 光文社文庫                            |
| 第5回（2012年）  | 89編     | 候補     | 成田朱美   | 「ゴッホの肖像」                                            |                          |                                                 |
| 第5回（2012年）  | 89編     | 候補     | 河上雅哉   | 「仮名手本殺人事件」                                        |                          |                                                 |
| 第6回（2013年）  | 60編     | 受賞     | 植田文博   | 「経眼窩式」                                                | 2014年5月 原書房         |                                                 |
| 第6回（2013年）  | 60編     | 優秀作   | 明利英司   | 「旧校舎は茜色の迷宮」                                      | 2014年8月 講談社ノベルス |                                                 |
| 第6回（2013年）  | 60編     | 優秀作   | 若月香     | 「屋上と、犬と、ぼくたちと」                                | 2014年9月 光文社         |                                                 |
| 第6回（2013年）  | 60編     | 優秀作   | 川辺純可   | 「焼け跡のユディトへ」                                      | 2014年11月 原書房        |                                                 |
| 第7回（2014年）  | 68編     | 受賞     | 神谷一心   | 「たとえ、世界に背いても」                                  | 2015年5月 講談社         |                                                 |
| 第7回（2014年）  | 68編     | 優秀作   | 金澤マリコ | 「ベンヤミン院長の古文書」                                  | 2015年11月 原書房        |                                                 |
| 第7回（2014年）  | 68編     | 候補     | 小早川真彦 | 「巨大台風」                                                |                          |                                                 |
| 第7回（2014年）  | 68編     | 候補     | 五月たぬき | 「1978からの片思い」                                        |                          |                                                 |
| 第8回（2015年）  | 96編     | 受賞     | 原進一     | 「アムステルダムの詭計」                                    | 2016年5月 原書房         |                                                 |
| 第8回（2015年）  | 96編     | 優秀作   | 松本英哉   | 「僕のアバターが斬殺ったのか」                              | 2016年5月 光文社         |                                                 |
| 第8回（2015年）  | 96編     | 候補     | 木山穣二   | 「偽りのベッド」                                            |                          |                                                 |
| 第8回（2015年）  | 96編     | 候補     | 関谷宗佑   | 「イチャリバチョーデー」                                    |                          |                                                 |
| 第9回（2016年）  | 105編    | 受賞     | 須田狗一   | 「神の手廻しオルガン」                                      | 2017年5月 光文社         |                                                 |
| 第9回（2016年）  | 105編    | 優秀作   | 北里紗月   | 「さようなら、お母さん」                                    | 2017年4月 講談社         |                                                 |
| 第9回（2016年）  | 105編    | 準優秀作 | 稲羽白菟   | 「合邦の密室」                                              | 2018年6月 原書房         |                                                 |
| 第9回（2016年）  | 105編    | 候補     | 坂嶋竜     | 「プロメテウス・トラバース ―豪州荒野の秘密―」               |                          |                                                 |
| 第10回（2017年） | 118編    | 受賞     | 松嶋智左   | 「虚の聖域 梓凪子の調査報告書」                             | 2018年5月 講談社         | 2024年11月 祥伝社文庫                           |
| 第10回（2017年） | 118編    | 候補     | 小林東     | 「恐怖ダイナマ」                                            |                          |                                                 |
| 第10回（2017年） | 118編    | 候補     | 中村泉     | 「蜜蜂のいるところ」                                        |                          |                                                 |
| 第11回（2018年） | 77編     | 受賞     | 酒本歩     | 「幻の彼女」                                                | 2019年3月 光文社         |                                                 |
| 第11回（2018年） | 77編     | 候補     | 栁沼庸介   | 「バイオスフィア３」                                        |                          |                                                 |
| 第11回（2018年） | 77編     | 候補     | 谷門展法   | 「ゾリアッギ、という伝説」                                  |                          |                                                 |
| 第11回（2018年） | 77編     | 候補     | 五月たぬき | 「息の根止めねば彼らは飛べない」                            |                          |                                                 |
| 第12回（2019年） | 86編     | 受賞     | 森谷祐二   | 「約束の小説」                                              | 2020年3月 原書房         |                                                 |
| 第12回（2019年） | 86編     | 候補     | 上田みらい | 「アイアンレディ」                                          |                          |                                                 |
| 第12回（2019年） | 86編     | 候補     | 大友一滉   | 「エイリアンシンドローム」                                  |                          |                                                 |
| 第13回（2020年） | 70編     | 受賞     | 文縞絵斗   | 「依存」                                                    | 2021年3月 講談社         |                                                 |
| 第13回（2020年） | 70編     | 受賞     | 平野俊彦   | 「報復の密室」                                              | 2021年2月 講談社         |                                                 |
| 第13回（2020年） | 70編     | 候補     | 竹中篤通   | 「密室のエアレース」                                        |                          |                                                 |
| 第14回（2021年） | 76編     | 受賞     | 白木健嗣   | 「ヘパイストスの侍女」                                      | 2022年3月 光文社         |                                                 |
| 第14回（2021年） | 76編     | 候補     | 夏藤涼太   | 「シシノケたちの電脳集落」                                  |                          |                                                 |
| 第14回（2021年） | 76編     | 候補     | 蒼木窓也   | 「花束の解読」                                              |                          |                                                 |
| 第14回（2021年） | 76編     | 候補     | 南野海     | 「夢魔の迷宮」                                              |                          |                                                 |
| 第15回（2022年） | 65編     | 受賞     | 受賞作なし | 受賞作なし                                                  |                          |                                                 |
| 第15回（2022年） | 65編     | 優秀作   | 松本忠之   | 「熊猫」                                                    |                          |                                                 |
| 第15回（2022年） | 65編     | 候補     | 大悟幻双   | 「切り裂きジャック幻想」                                    |                          |                                                 |
| 第15回（2022年） | 65編     | 候補     | 青木泉     | 「三角形殺人事件」                                          |                          |                                                 |
| 第15回（2022年） | 65編     | 候補     | 太田洋喜   | 「『普通の不可能犯罪』として」                              |                          |                                                 |
| 第16回（2023年） | 61編     | 受賞     | 麻根重次   | 「赤の女王の殺人」                                          | 2024年3月 講談社         |                                                 |
| 第16回（2023年） | 61編     | 優秀作   | 野島夕照   | 「片翼のイカロス」                                          | 2025年3月 光文社         |                                                 |
| 第17回（2024年） | 68編     | 受賞     | 竹中篤通   | 「片腕の刑事」                                              | 2025年3月 原書房         |                                                 |
| 第17回（2024年） | 68編     | 候補     | 永野茜     | 「しおちゃんこの歌」                                        |                          |                                                 |
| 第17回（2024年） | 68編     | 候補     | 清水靖幸   | 「春がいっぱい」                                            |                          |                                                 |
| 第17回（2024年） | 68編     | 候補     | 伊達俊介   | 「レイン・キャッツ・アンド・ドッグス -Rain cats and dogs-」 |                          |                                                 |